# Franciszek Potoczny
Franciszek Potoczny (ur. 12 kwietnia 1911 w Harcie, zm. 31 lipca 1942 w KL Auschwitz), polski działacz ludowy, uczestnik konspiracji w okresie wojny.

## Życiorys
Był synem Walentego Potocznego i Anny z domu Karaś. Ukończył II Gimnazjum im. Stanisława Sobińskiego w Rzeszowie, następnie studiował na Wydziale Prawa i Administracji Uniwersytetu Jagiellońskiego (dyplom w 1938). Odbył służbę wojskową w Szkole Podchorążych Rezerwy w Zambrowie (1938 podporucznik rezerwy 16 pułku piechoty Ziemi Tarnowskiej). W czasie studiów kończył kurs spółdzielczy przy Wydziale Rolniczym UJ oraz kurs instruktorów przysposobienia rolniczego Akademickiego Koła Ochrony Roślin. Działał w Bratniej Pomocy Studentów, w Centralnym Związku Młodzieży Wiejskiej „Siew”, w Związku Młodej Wsi Ziemi Krakowskiej i Podhalańskiej, Akademickim Kole Związku Młodzieży Wiejskiej. Był wiceprezesem, a następnie prezesem Związku Polskiej Młodzieży Demokratycznej na UJ. Publikował w krakowskim czasopiśmie „Zew Młodej Wsi” (m.in. artykuł Etyka czynu, 1937, nr 2/3).
Od 1937 r. pracował w instytucjach spółdzielczych w Krakowie (Związek Spółdzielni Rolniczych i Zarobkowo-Gospodarczych RP, Centralna Kasa Spółek Rolniczych). W 1939 r. był zmobilizowany jako oficer rezerwy, a po działaniach wojennych powrócił do pracy w spółdzielczości, jednocześnie pod pseudonimem Hart, Łabędź angażując się w działalność konspiracyjną. Na południu kraju organizował komórki Chłopskiej Organizacji Wolności „Racławice”, powstającej na bazie „Siewu” i związanej później z Armią Krajową. Był m.in. kierownikiem pionu wojskowego Komitetu Krakowskiego „Racławic”. Aresztowany przez gestapo na przełomie 1940 i 1941 roku, po śledztwie w więzieniu przy ul. Montelupich w Krakowie został wkrótce zwolniony. Ponownie aresztowany 25 marca 1942, został 13 lipca 1942 wywieziony do Auschwitz, gdzie otrzymał numer obozowy 46693. Pracował w XI bloku jako stolarz. Zginął 31 lipca 1942, telegram o jego śmierci żona otrzymała 3 września 1942.
Żona Helena z Pańczakiewiczów (siostra Jana Pańczakiewicza) także uczestniczyła w konspiracji w organizacji „Racławice”. Mieli dwie córki: Annę (ur. 1940) i Bogusławę (ur. 1942).